# Oildale (Kalifornija)
Oildale je naseljeno područje za statističke svrhe u američkoj saveznoj državi Kalifornija. Prema popisu stanovništva iz 2010. u njemu je živjelo 32.684 stanovnika.